# Semih Erden
Semih Erden, né le 26 juillet 1986 à Istanbul en Turquie, est un joueur turc de basket-ball. Il évolue au poste de pivot.

## Biographie

### Celtics de Boston
Semih Erden est sélectionné par les Celtics de Boston avec le 60e choix de la Draft 2008 de la NBA. Erden est encore sous contrat avec Fenerbahçe Ülker et ne rejoint pas l'effectif des Celtics que lors de la saison 2008-2009.
Le 5 juillet 2010, les Celtics recrutent Erden pour un contrat d'un an minimum avec une option d'un an pour l'année 2011-2012.
Avec les blessures des pivots Shaquille O'Neal, Kendrick Perkins et Jermaine O'Neal, Erden dispute sa première rencontre comme titulaire pour les Celtics de Boston le 9 décembre 2010 lors de la victoire contre les Sixers de Philadelphie. Lors de ce premier match, il joue 18 minutes et inscrit 8 points. Deux jours plus tard, Erden commence le match pour la deuxième fois pour une victoire 93 à 62 contre les Bobcats de Charlotte. Dans ce match, Erden joue 41 minutes marquant 10 points, prenant 7 rebonds et réalisant 4 contres.

### Cleveland Cavaliers
Le 23 février 2011, il est envoyé chez les Cavaliers de Cleveland. Il y porte le numéro 9.

### Retour en Turquie
En juillet 2012, il signe un contrat pour deux ans avec Anadolu Efes.
En août 2014, Il revient au Fenerbahçe Ülker en signant un contrat d'un an. La saison 2014–15 voit Fenerbahçe atteindre le Final Four de l'Euroleague  pour la première fois de son histoire. L'équipe est défaite en demi-finale par le Real Madrid (87–96).

### Équipe nationale de Turquie
Erden est un joueur titulaire de l'équipe de Turquie de basket-ball. Il réalise sa première apparition internationale en 2005 lors des championnats d'Europe moins de 20 ans disputés à Moscou. Semih Erden dispute sept matchs dans la compétition avec une moyenne de 10,4 points et 8 rebonds par rencontre. Il est également présent pour les championnats d'Europe moins de 20 ans 2006 joués à Izmir, en Turquie. Sa contribution à la médaille d'argent de la nation hôte se caractérise par des statistiques de 5,4 points et 3,4 rebonds en moyenne sur les huit matchs qu'il dispute.
Lors de l'année 2006, Erden est également présent en équipe de Turquie pour les championnats du monde au Japon. Il termine la compétition avec 2,2 points et 2,3 rebonds par match.
Lors des championnats d'Europe en 2007, Erden dispute cinq rencontres pour 1 point et 1 rebond en moyenne par rencontre. Il est présent pour le championnat du monde de basket-ball masculin 2010 disputé en Turquie lors duquel sa nation termine finaliste, battu par les États-Unis.
Il joue les six matches de son équipe lors de l'Eurobasket 2015 en France pour une moyenne de 13,2 points et 4,3 rebonds. La Turquie est éliminée par la France en huitième de finale le 12/9/2015 (76-53).